# Glanzmispeln
Die Glanzmispeln (Photinia) sind eine Pflanzengattung der Kernobstgewächse (Pyrinae) in der Familie der Rosengewächse (Rosaceae). Der botanische Gattungsname leitet sich von altgriechisch φωτεινός phōteinós, deutsch ‚leuchtend, hell‘ ab und bezieht sich auf die oft glänzenden Blätter.

## Beschreibung
Photinia-Arten bilden Bäume mit unregelmäßiger Krone und Sträucher, die Wuchshöhen von 3 bis 15 Metern erreichen. Die Zweige sind bei vielen Arten dornig. Die meisten Arten sind immergrün, aber es kommen auch laubabwerfende Arten vor. Die wechselständigen Laubblätter sind einfach; ihre Größe variiert je nach Art zwischen 3 und 15 cm Länge und zwischen 1,5 und 5 cm Breite. Die Blattränder sind glatt oder meist leicht gezähnt. Die Nebenblätter sind oft groß bis blattartig.
Photinia-Arten bilden endständige, unterschiedlich aufgebaute, oft doldenrispigen Blütenstände. Die zwittrigen, radiärsymmetrischen, fünfzähligen Blüten weisen einen leichten Weißdornduft und Durchmesser von 5 bis 10 mm auf. Die fünf grünen Kelchblätter sind kurz. Die fünf Kronblätter sind oft weiß. Es sind meist etwa 20 Staubblätter vorhanden. Meist zwei bis fünf (selten ist nur eines vorhanden) Fruchtblätter sind zu einem halbunterständigen Fruchtknoten verwachsen.
Die kleinen apfelförmigen Früchte mit einem Umfang von 4 bis 12 mm werden in großen Mengen gebildet. Sie reifen im Herbst und bleiben oft bis weit in den Winter hinein an der Pflanze hängen. Die Früchte dienen Vögeln als Nahrung, die die Samen mit ihrem Kot ausscheiden und verteilen.

## Systematik und Verbreitung
Das Hauptverbreitungsgebiet ist Asien. Etwa 48 Arten kommen in China vor, davon sind etwa 34 dort endemisch.
Zur klassischen Gattung Photinia gehören Arten, die im warmen Teil Asiens vom Himalaya bis nach Japan im Osten und Indien und Thailand im Süden vorkommen. Allerdings zählen einige Botaniker auch die eng verwandte nordamerikanische Art Heteromeles arbutifolia (C.Presl) Abrams unter dem Namen Photinia arbutifolia dazu. Etwa sechs Arten werden oftmals als eigene Gattung Stranvaesia geführt:
- Stranvaesia amphidoxa C.K.Schneider = Photinia amphidoxa (C.K.Schneid.) Rehder & E.H.Wilson
- Stranvaesia davidiana Decaisne = Photinia davidiana (Decne.) Cardot
- Stranvaesia nussia (Buchanan-Hamilton ex D.Don) Decaisne = Photinia nussia (Buch.-Ham. ex D.Don) Kalkman
- Stranvaesia oblanceolata (Rehder & E.H.Wilson) Stapf = Photinia brandisii
- Stranvaesia tomentosa T.T.Yu & T.C.Ku = Pourthiaea tomentosa (T.T.Yu & T.C.Ku) Long Y.Wang, W.Guo & W.B.Liao

Nahe verwandte Gattungen sind Feuerdorn (Pyracantha), Zwergmispeln (Cotoneaster) und Weißdorn (Crataegus).

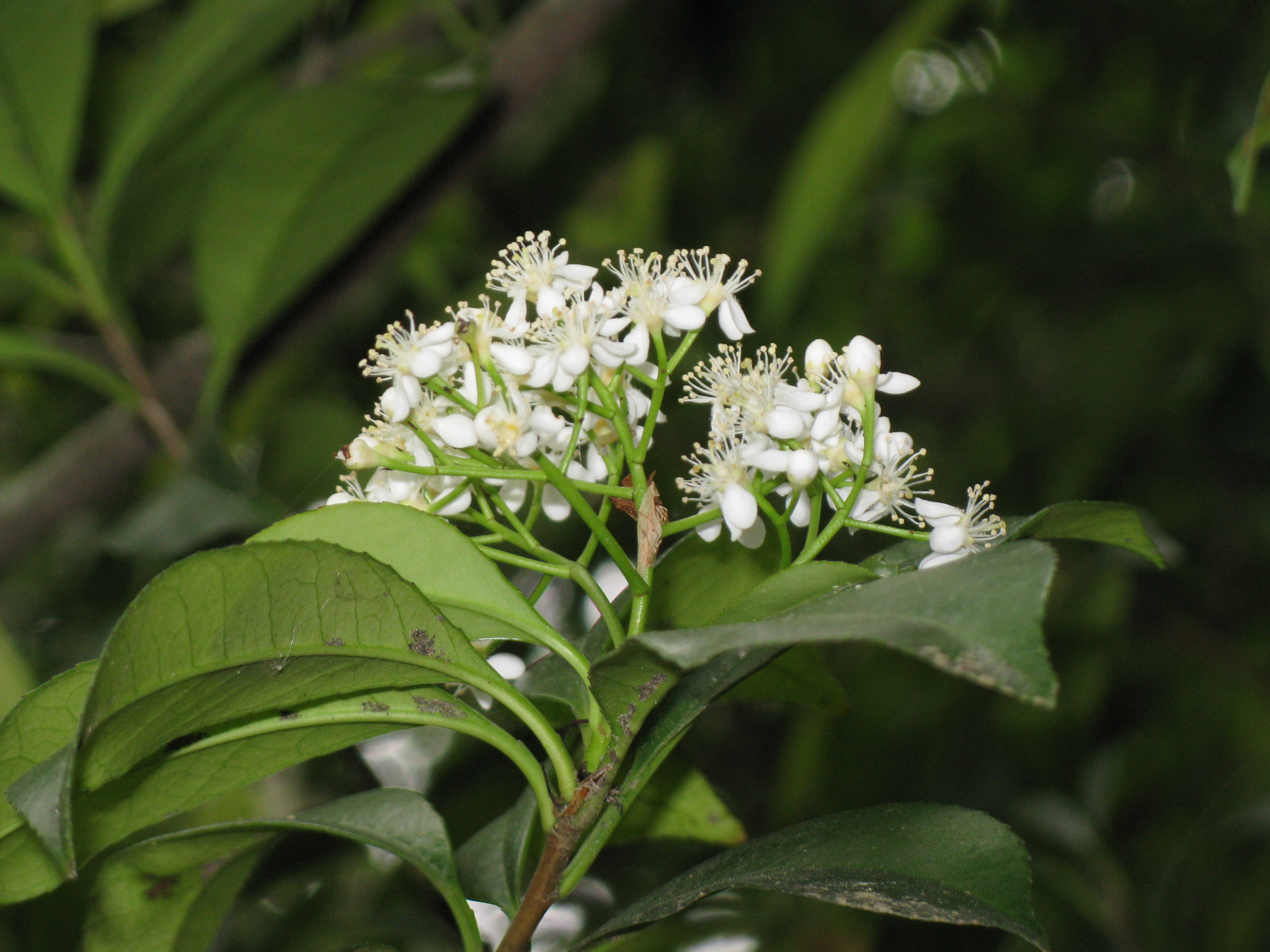
Japanische Glanzmispel (Photinia glabra)

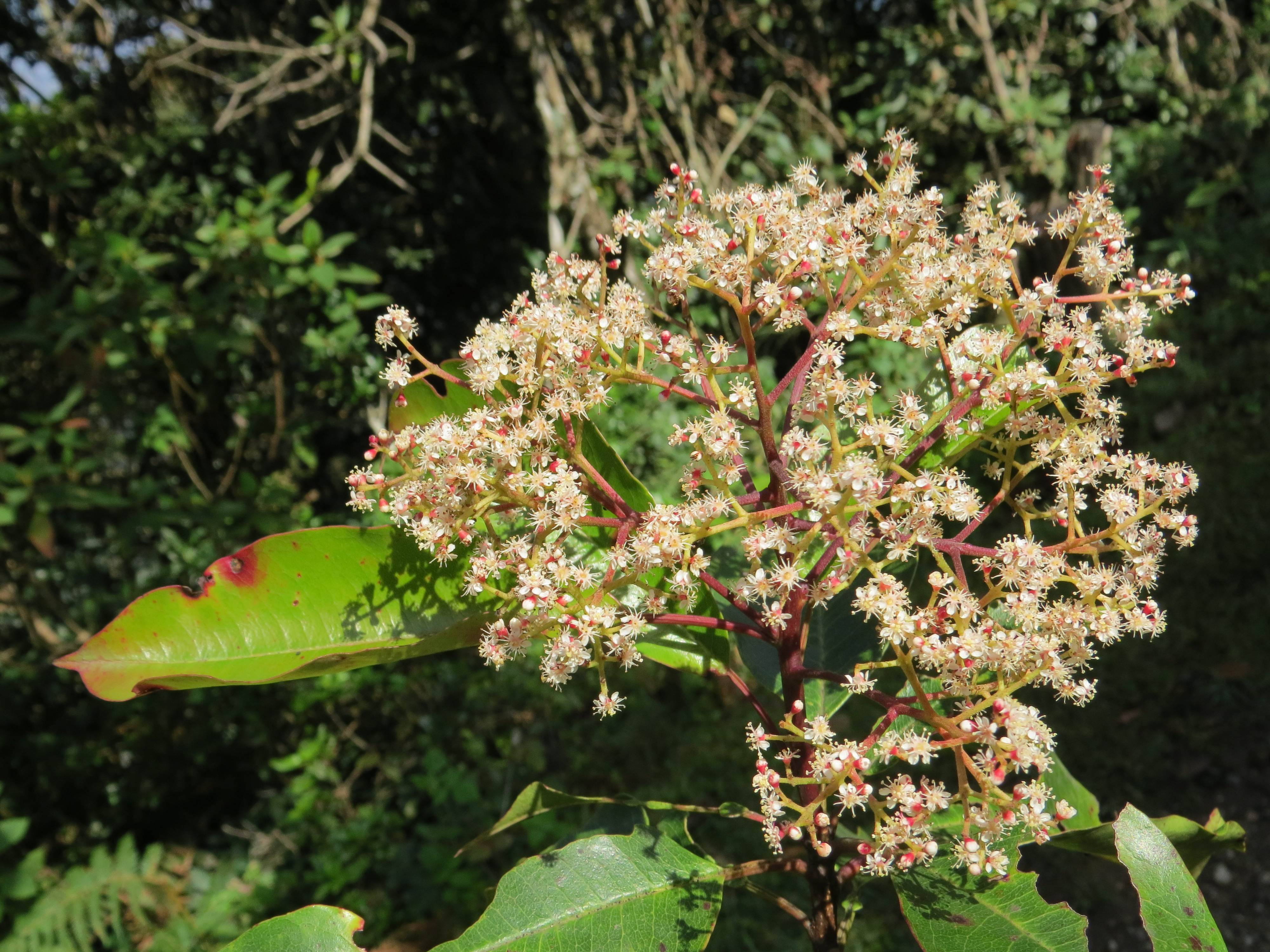
Photinia integrifolia

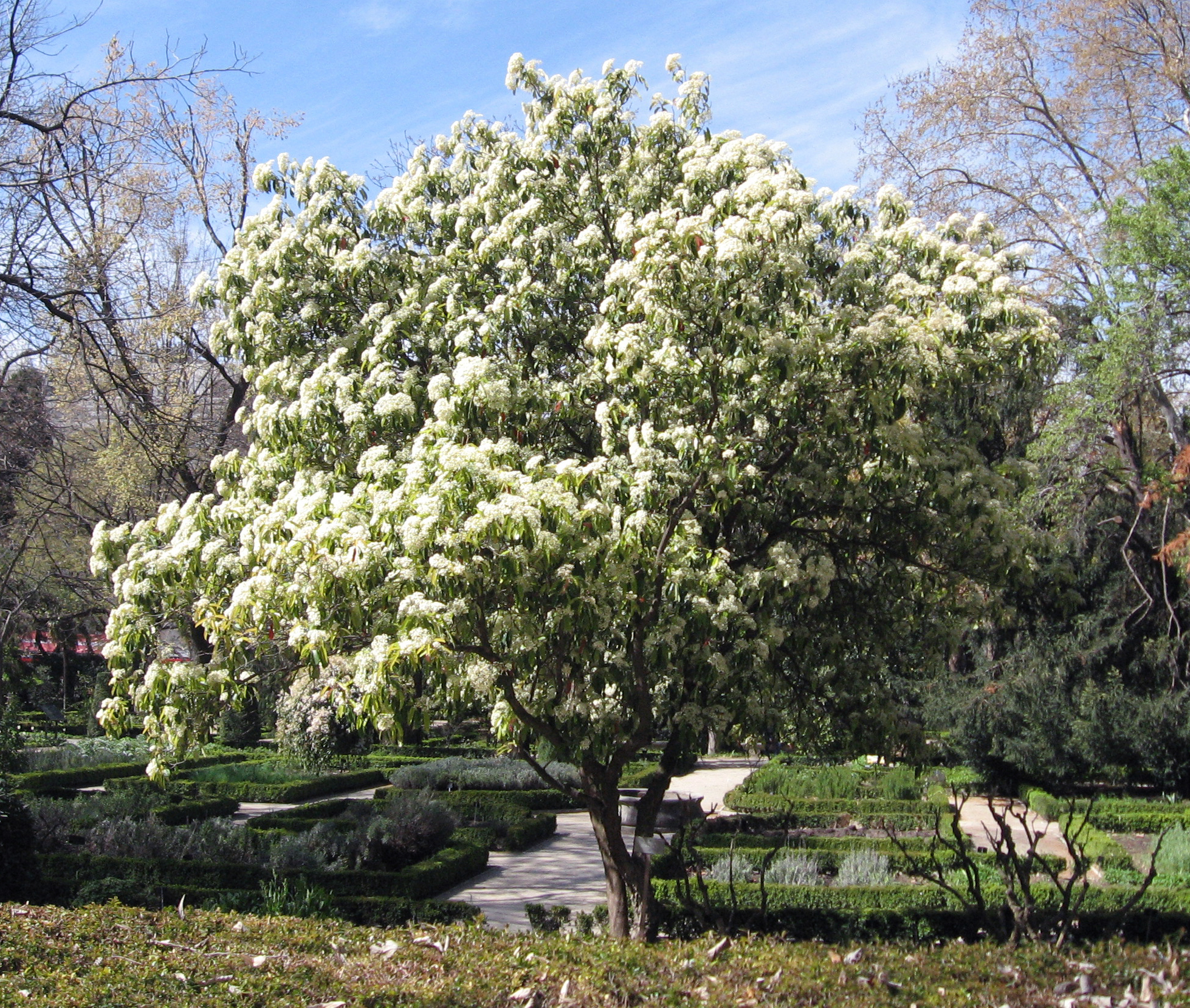
Sägeblättrige Glanzmispel (Photinia serratifolia)

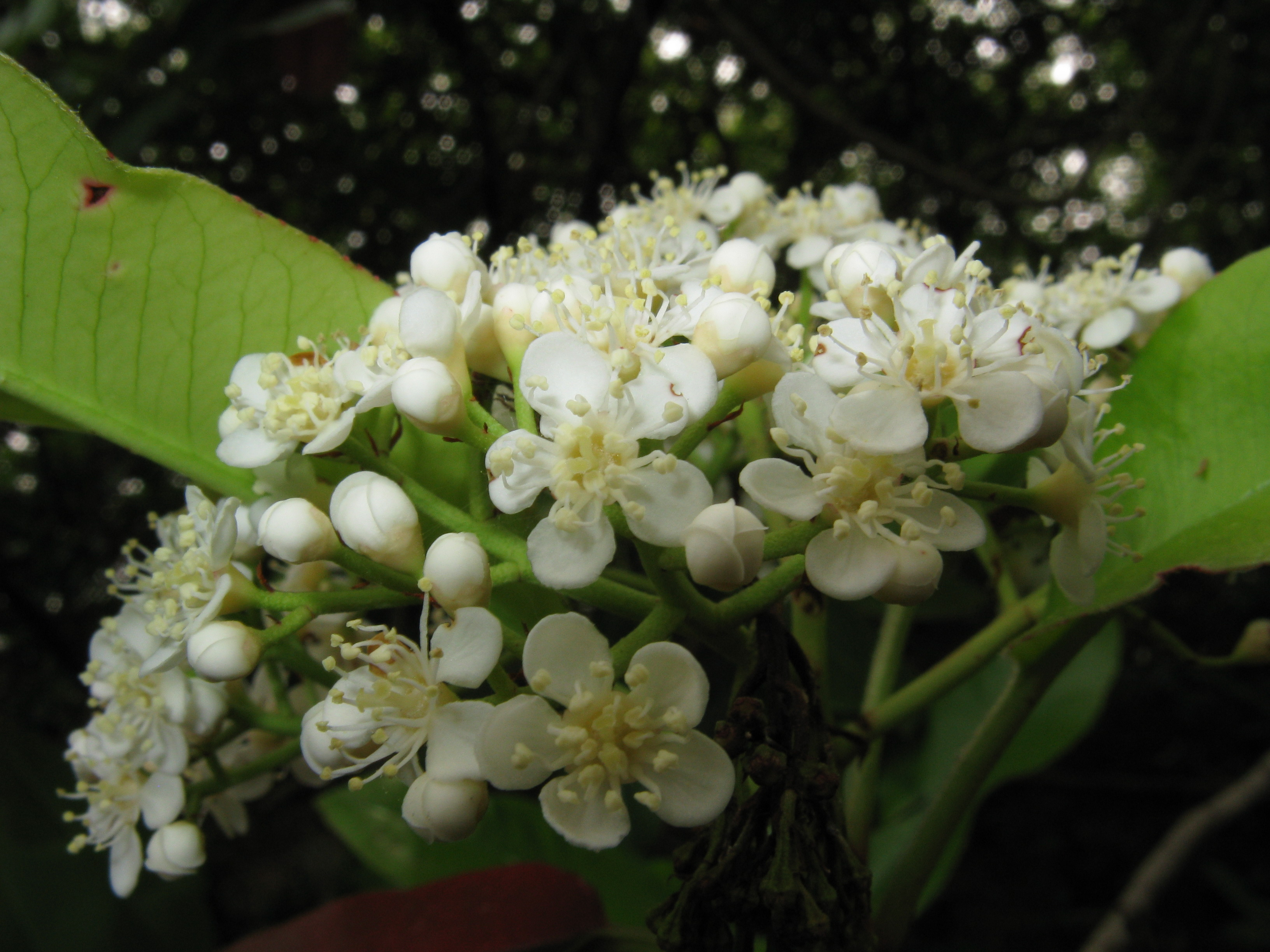
Sägeblättrige Glanzmispel (Photinia serratifolia)

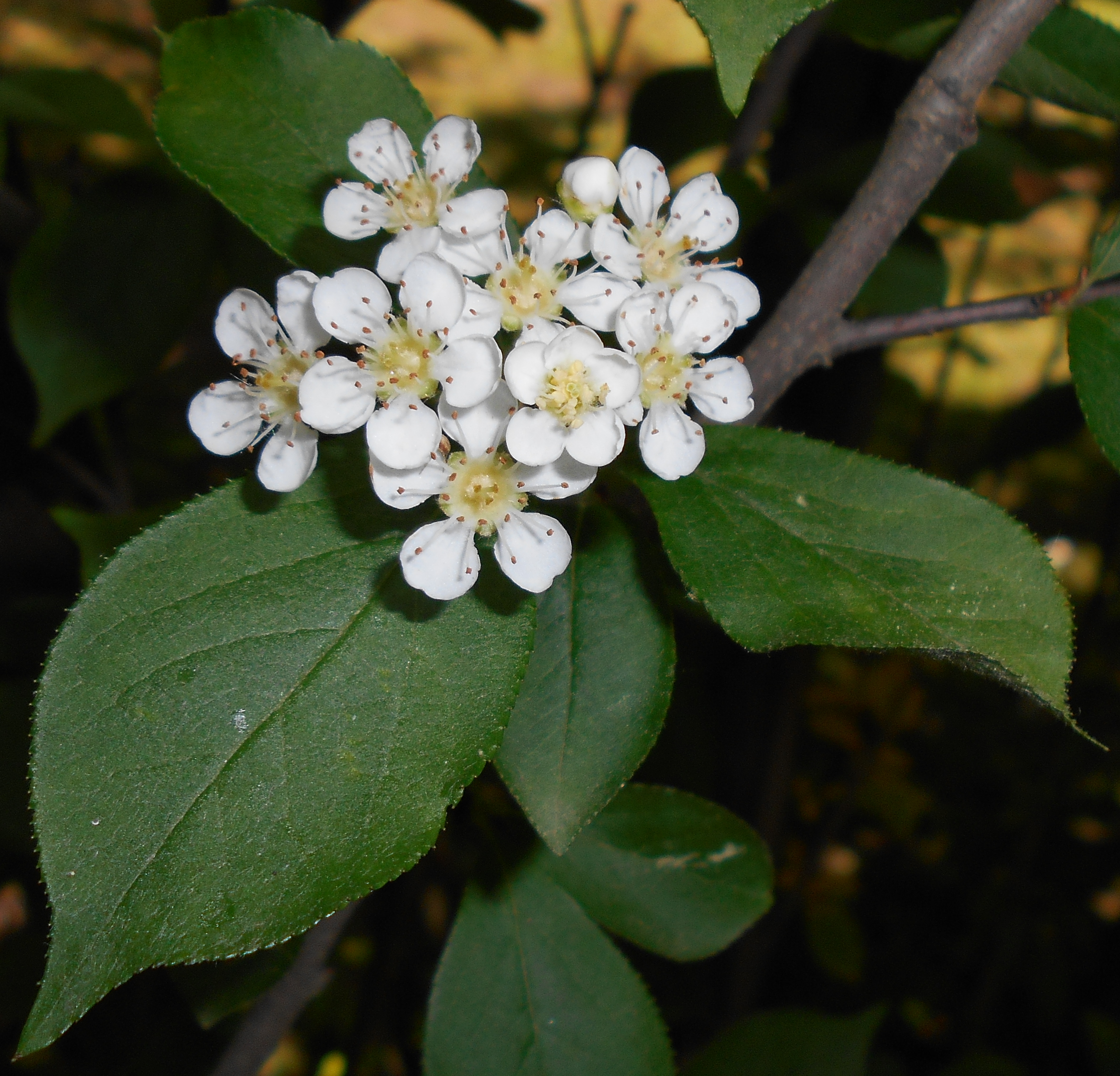
Warzen-Glanzmispel (Photinia villosa)

Synonyme für Photinia Lindl. sind Pourthiaea Decne. und Stranvaesia Lindl.

### Arten
Es gibt etwa 66 Arten, hier eine Auswahl:

#### Immergrüne Arten
- Photinia amphidoxa (C.K.Schneid.) Rehder & E.H.Wilson (Syn.: Stranvaesia amphidoxa C.K.Schneider): Sie kommt in China vor.[2]
- Photinia benthamiana Hance (Syn.: Stranvaesia benthamiana (Hance) Merr.): Sie kommt in China, Thailand, Laos und Vietnam vor.[2]
- Photinia bodinieri H.Lév.: Sie kommt in China und im nördlichen Vietnam vor.[3]
- Photinia brandisii Stapf (Syn.: Stranvaesia oblanceolata (Rehder & E.H.Wilson) Stapf): Sie kommt im südlichen Yunnan, in Laos, Thailand und Myanmar vor.[3]
- Davids-Glanzmispel, Lorbeermispel (Photinia davidiana (Decne.) Cardot, Syn.: Stranvaesia davidiana Decaisne): Sie kommt in China, Taiwan, Vietnam, auf Sumatra und in Sabah vor.[2]
- Photinia davidsoniae Rehder & E.H.Wilson: Sie kommt in China und in Vietnam vor.[2]
- Japanische Glanzmispel (Photinia glabra (Thunb.) Franch. & Sav., Crataegus glabra Thunb., Syn.: Crataegus glabra Thunb., Sorbus glabra (Thunb.) Zabel): Sie kommt in China, Japan, Thailand und in Myanmar vor.[2]
- Photinia integrifolia Lindl.: Sie kommt in Indien, Bhutan, Nepal, auf Sri Lanka, in Indonesien, Malaysia, Thailand, Laos, Myanmar, Vietnam und in China vor.[2]
- Photinia nussia (Buch.-Ham. ex D.Don) Kalkman (Syn.: Pyrus nussia Buch.-Ham. ex D.Don, Stranvaesia glaucescens Lindl., Stranvaesia nussia (Buch.-Ham. ex D.Don) Decne.): Sie kommt in Indien, Nepal, Thailand, Myanmar, Laos, auf den Philippinen, in Xizang und in Yunnan vor.[2]
- Photinia prionophylla (Franch.) C.K.Schneid. (Syn.: Eriobotrya prionophylla Franch.): Sie kommt in der chinesischen Provinz Yunnan vor.[2]
- Sägeblättrige Glanzmispel (Photinia serratifolia (Desf.) Kalkman, Syn.: Photinia serrulata auct.): Sie kommt in Indien, Indonesien, auf den Philippinen, in Japan, auf Taiwan und in China vor.[2]

#### Laubabwerfende Arten
- Photinia beauverdiana C.K.Schneid.: Sie kommt in China, Bhutan, Vietnam und auf Taiwan vor.[2]
- Photinia glomerata Rehder & E.H.Wilson (Syn.: Photinia franchetiana Diels): Sie kommt in den chinesischen Provinzen Hubei, Sichuan und Yunnan vor.[2]
- Photinia parvifolia (E.Pritz.) C.K.Schneid. (Syn.: Pourthiaea parvifolia E.Pritz.): Sie kommt in China und in Taiwan vor.[2]
- Warzen-Glanzmispel oder Warzige Glanzmispel (Photinia villosa (Thunb.) DC., Syn.: Crataegus villosa Thunb., Photinia villosa var. longipes ined., Pourthiaea villosa (Thunb.) Decne., Pourthiaea villosa var. longipes Nakai): Sie kommt in China, Japan und Korea vor.[2]

Nicht mehr zur Gattung Photinia werden gerechnet:
- Photinia arbutifolia Lindl. → Heteromeles arbutifolia (Lindl.) M.Roem.
- Photinia arguta Lindl. → Pourthiaea arguta (Wall. ex Lindl.) Decne.
- Photinia crenatoserrata Hance → Pyracantha crenatoserrata (Hance) Rehder
- Photinia deflexa Hemsl. → Eriobotrya deflexa (Hemsl.) Nakai
- Photinia dubia Lindl. → Eriobotrya dubia (Lindl.) Decne.
- Photinia floribunda (Lindl.) K.R.Robertson & J.B.Phipps → Aronia ×prunifolia (Marshall) Rehder
- Photinia franchetiana Diels → Photinia glomerata Rehder & E.H.Wilson
- Photinia melanocarpa (Michx.) K.R.Robertson & J.B.Phipps → Aronia melanocarpa (Michx.) Elliott
- Photinia pyrifolia (Lam.) K.R.Robertson & J.B.Phipps → Aronia arbutifolia (L.) Pers.
- Photinia salicifolia C.Presl → Heteromeles arbutifolia (Lindl.) M.Roem.
- Photinia tomentosa (Syn.: Stranvaesia tomentosa T.T.Yu & T.C.Ku) → Pourthiaea tomentosa (T.T.Yu & T.C.Ku) Long Y.Wang, W.Guo & W.B.Liao

## Nutzung
Die Früchte einiger Arten werden roh oder gegart gegessen. Pflanzenteile einiger Arten werden medizinisch genutzt. Pflanzenteile werden zum Färben verwendet. Die mit Früchten behangenen Zweige einzelner Arten werden als Weihnachtsdekoration verwendet. Das sehr harte Holz einiger Arten wird genutzt, zum Beispiel zur Herstellung von Möbeln.

### Ziergehölze

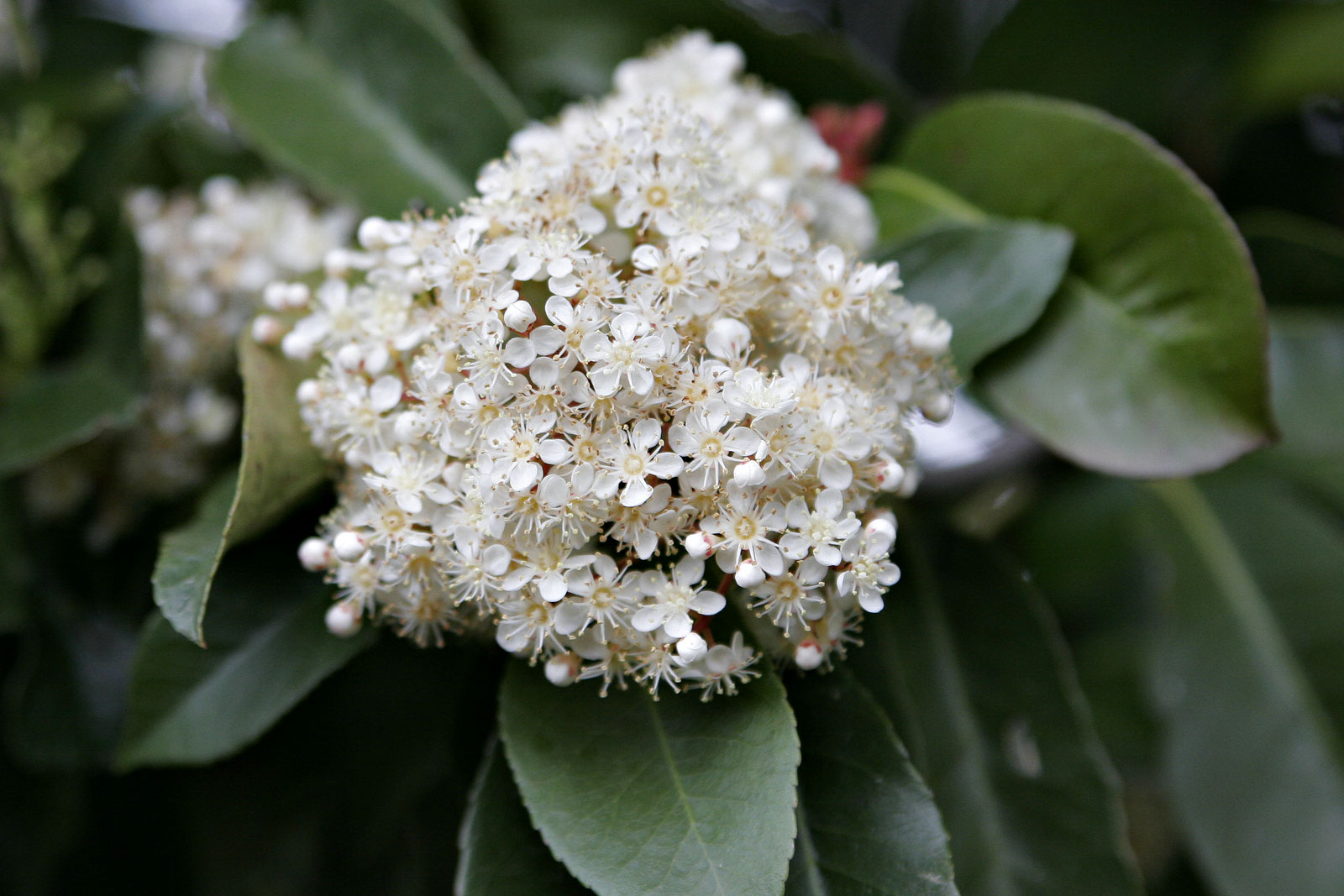
Blütenstand mit genagelten Kronblättern von einer buschförmigen Ziersorte

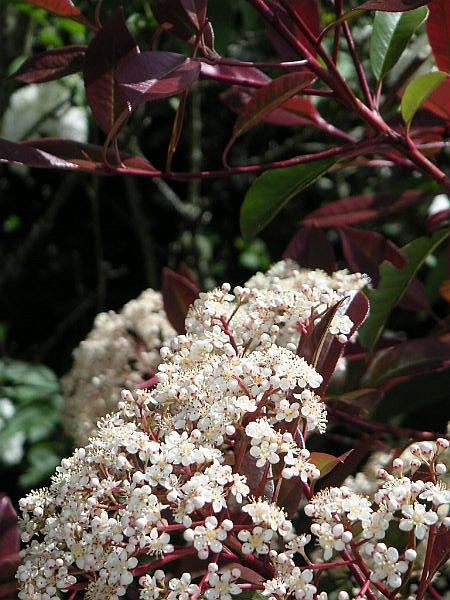
Sorte 'Red Robin'

Einige Photinia-Arten und Hybriden sind wegen der Früchte und Blätter beliebte Ziersträucher. Es gibt zahlreiche Sorten und Hybriden, einige davon werden speziell ihrer leuchtend roten Blätter wegen angepflanzt, die sie im Frühjahr und Sommer haben. Häufige Sorten sind:
- Frasers Glanzmispel (Photinia × fraseri Dress = Photinia glabra × Photinia serratifolia) ist immergrün:
  - Photinia × fraseri 'Red Robin'
  - Photinia × fraseri 'Camilvy'
  - Photinia × fraseri 'Curly Fantasy'
  - Photinia × fraseri 'Cassini' ('Pink Marble'™)
- Davids-Glanzmispel (Photinia davidiana, Handelsname: „Lorbeermispel/Stranvaesia“):
  - Photinia davidiana 'Palette' (Herkunft unbekannt)
  - Photinia davidiana 'Fructu Luteo' (gelbe Früchte)
  - Photinia davidiana 'Prostrata' (eine langsamwachsende Sorte)
- Photinia nussia (Handelsname: „Glanzmispel“)
- Photinia 'Redstart’ (Photinia davidiana × Photinia × fraseri)

## Krankheiten

### Feuerbrand
Photinia-Arten sind als Kernobstgewächse stark durch Befall mit Feuerbrand gefährdet und manche Arten zählen mit zu den Hauptwirtsgruppen.
Die Produktion und Inverkehrbringung von Photinia davidiana („Lorbeermispel/Stranvaesia“) und Photinia nussia („Glanzmispel“) ist in der Schweiz seit 1. Mai 2002 verboten.